# St. Stephens (Carolina del Norte)
St. Stephens es un lugar designado por el censo ubicado en el condado de Catawba en el estado estadounidense de Carolina del Norte. La localidad en el año 2000, tenía una población de 9.439 habitantes en una superficie de 26.4 km², con una densidad poblacional de 371.5 personas por km².

## Geografía
St. Stephens se encuentra ubicado en las coordenadas 35°46′0″N 81°16′38″O / 35.76667, -81.27722. Según la Oficina del Censo, la localidad tiene un área total de 26,4 km² (10,2 mi²), de la cual 25,4 km² (9,8 mi²) es tierra y 1 km² (0,4 mi²) (3.73%) es agua.

### Localidades adyacentes
El siguiente diagrama muestra a las localidades en un radio de 12 kilómetros (7,5 mi) de St. Stephens.

## Demografía
En el 2000 la renta per cápita promedia del hogar era de $41.790, y el ingreso promedio para una familia era de $45.763. El ingreso per cápita para la localidad era de $18.038. En 2000 los hombres tenían un ingreso per cápita de $29.452 contra $24.248 para las mujeres. Alrededor del 7.10% de la población estaba bajo el umbral de pobreza nacional.